# Monument du Galtz
Le Monument du Galtz ou du Christ Protecteur est une grande statue du Christ dominant les villages d'Ammerschwihr, de Katzenthal, et de Niedermorschwihr en France, au sommet de la montagne du Galtz.

## Présentation
Le monument du Galtz est dédié à la mémoire des victimes de la Grande Guerre 1914-1918, notamment ceux tombés sur les champs de bataille alsaciens. Il est aussi considéré comme un ex-voto de la part des survivants qui veulent ainsi manifester leur reconnaissance « au Sacré-Cœur de Jésus » et à « Notre Dame des Trois-Épis », volonté retranscrite sur l’épitaphe du monument.

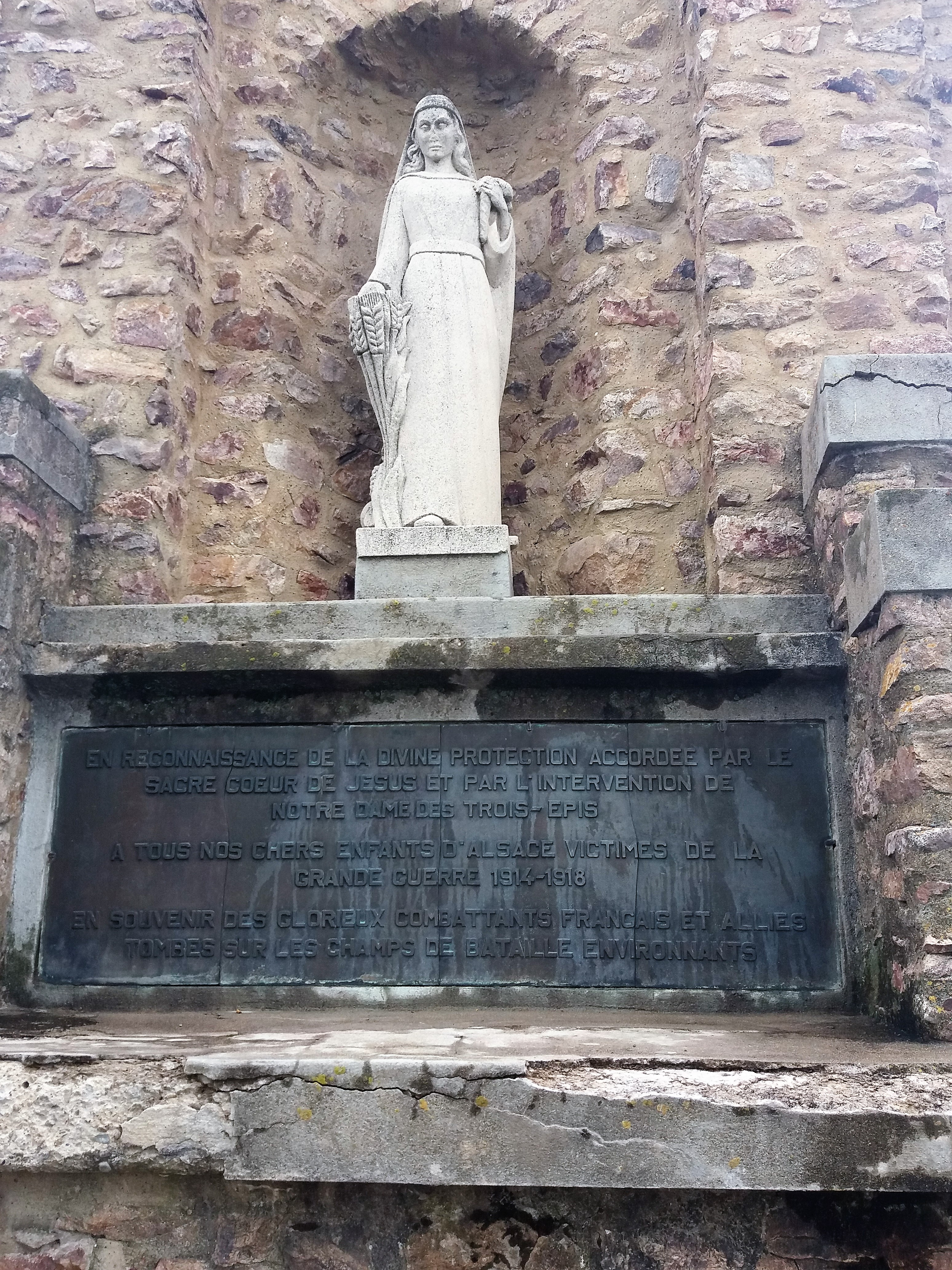
Notre-Dame des Trois-Épis et épitaphe

La façade sud du piédestal comporte une statue de Notre-Dame des Trois-Épis (vierge tenant trois épis de blé dans la main droite et un glaçon dans la main gauche) et une épitaphe portant la mention suivante :
" En souvenir de la divine protection accordée par le Sacré Cœur de Jésus et par l'intervention de Notre Dame des Trois-Épis. À tous nos chers enfants d'Alsace victimes de la Grand Guerre  1914-1918.
En souvenir des glorieux combattants français et alliés tombés sur les champs de bataille environnants. "
Situé à une altitude de 731 mètres, il est implanté sur le ban d’Ammerschwihr.
La hauteur totale du monument est de 23 mètres dont 7,5 mètres  pour le Christ. Son envergure est de 5 mètres.
Le monument est surnommé "le Corcovado alsacien" (en référence au Christ rédempteur qui surplombe Rio de Janeiro) car il est orienté vers la ville de Colmar qu'il semble bénir.

## Historique
L’idée de son érection émane du propriétaire de l’hôtel Notre-Dame à Ammerschwihr, Antoine Muller qui, en 1922, créé un comité avec le maire Edouard Salzmann d'Ammerschwihr en vue de lancer une souscription publique. La présidence d’honneur du comité est attribuée au maréchal Foch puis au général Weygand.
Un arrêté préfectoral du 29 novembre 1928 autorise l’érection du monument Galtz dont la première pierre est posée durant l’hiver 1928/29. 
La conception de l’œuvre est confiée à l’architecte statuaire strasbourgeois Valentin Jaeg (Lixheim 1902,Strasbourg 1977) et l’ensemble des travaux est supervisé par l’architecte Zitan de Saverne.  La construction du socle est confiée à la société Ribolzi frères d’Orbey tandis que l’entreprise Joseph Weber de Strasbourg s’occupe du Christ. 
La statue a été inaugurée le 14 septembre 1930 et bénie par Mgr Charles Ruch, évêque de Strasbourg.
Le monument échappe de peu à la destruction durant l’annexion grâce à l’intervention des maires des communes voisines auprès du Gauleiter Robert Wagner. Les maires auraient alors écrit au Gauleiter, représentant du Führer :  « Pourquoi vous en prendre au seul édifice qui vous a accueillis les bras ouverts ? » Cet argument imparable a fait mouche et la statue a été épargnée.

## La restauration

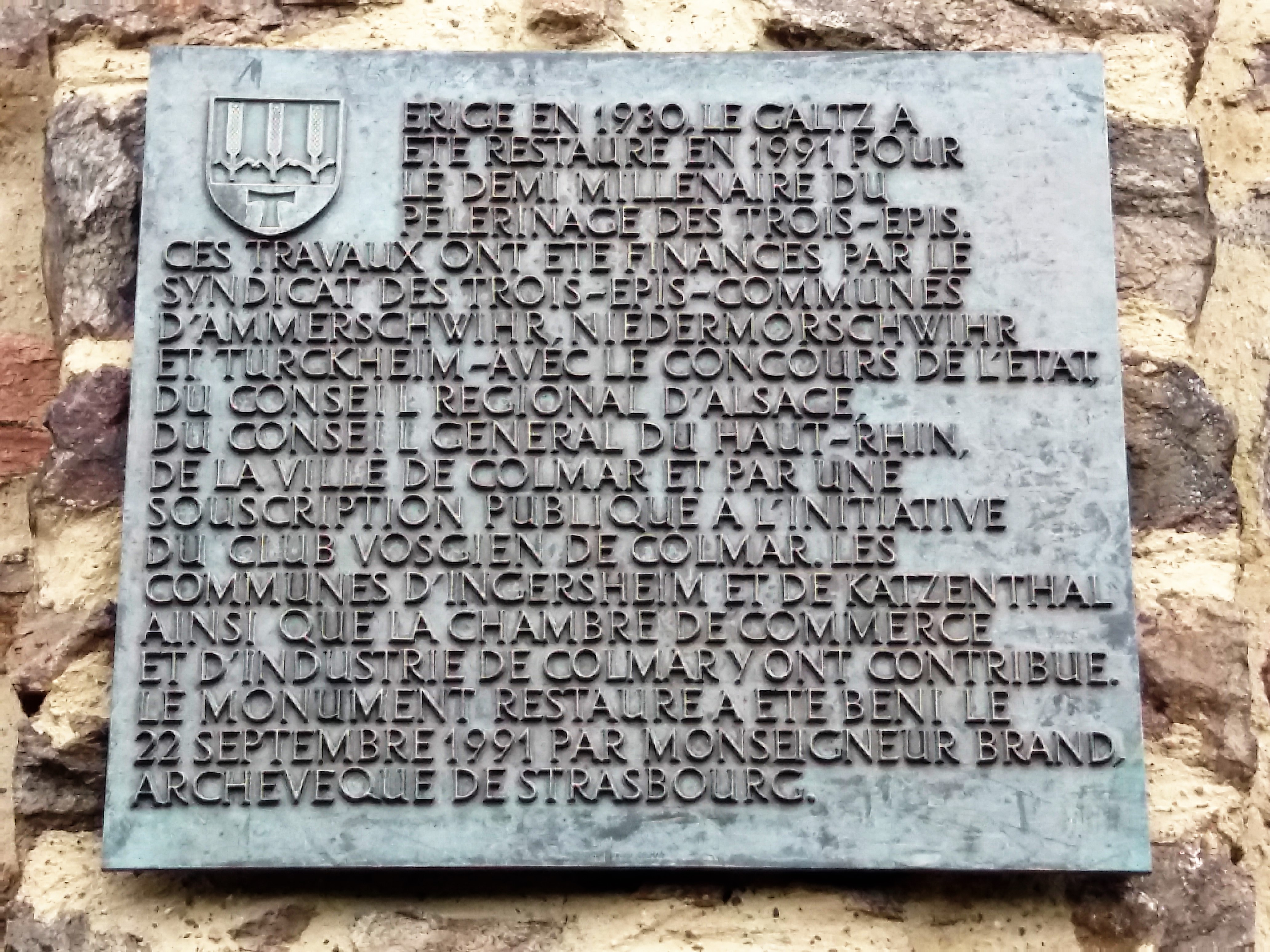
Plaque commémorative

Durant l’hiver 1944/45, le monument est endommagé par les bombardements alliés car le Galtz sert de poste d’observation à l'occupant.
Pour le 500e anniversaire du pèlerinage des Trois-Épis, sur proposition du Club Vosgien, la statue et son piédestal sont restaurés en 1991. La bénédiction a eu lieu le 22 septembre 1991 par Mgr Charles-Amarin Brand, archevêque de Strasbourg.
Une plaque commémorative rappelle cet évènement.

## Le site

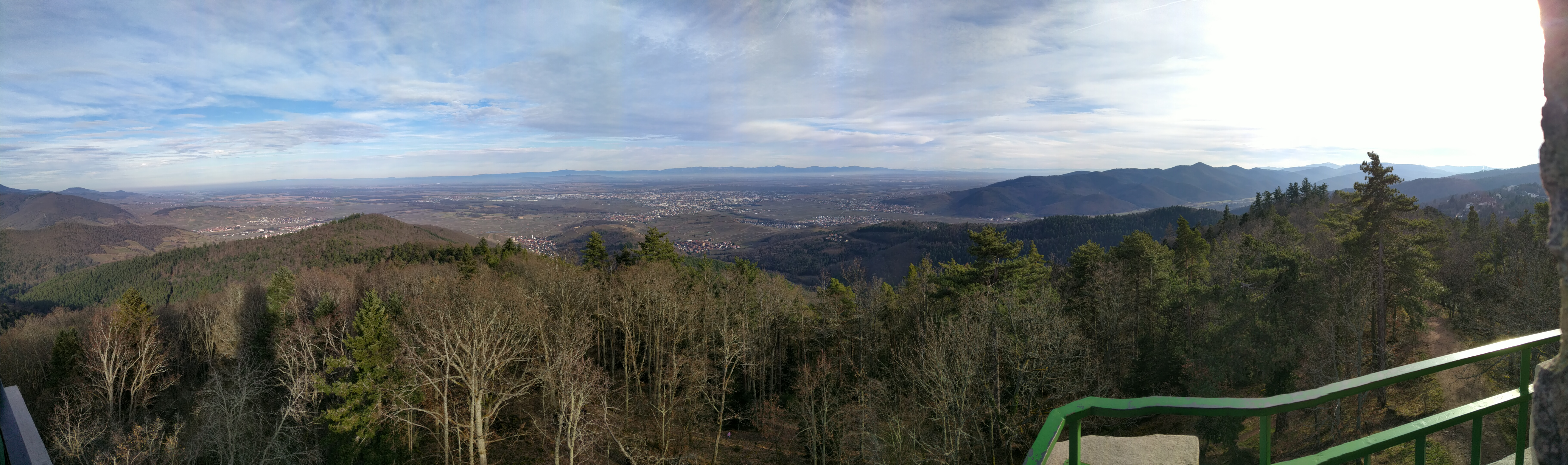
Panorama du Galtz

Il est possible d'accéder à la plateforme du piédestal par un escalier en colimaçon. Sur la plateforme le panorama s’offre sur Colmar, la plaine d'Alsace, la Forêt-Noire d’un côté, et en arrière vers les Vosges, Labaroche et les Trois-Épis. Grâce à la statue plantée au sommet, la montagne est facilement repérable depuis la plaine.
Il est facile de s'y rendre à pied en suivant le balisage depuis le centre des Trois-Épis.